# Cas Brokerval
El cas Brokerval fou un cas de corrupció política i econòmica que tengué com a epicentre la societat de valors Brokerval de Palma.

## Relació dels fets
Broker Balear Agencia de Valores S.A. (Brokerval) fou intervinguda per la Policia el 30 de juny de 1994 i pocs dies després, també fou intervinguda la seva filial Inverbroker. La raó: els diners que els clients invertien en Fons del Tresor, es desviaven a inversions d'alt risc sense la preceptiva autorització. En total, els diners que es desviaren foren uns 600 milions de pessetes i, a més, es descobrí una gran quantitat de diner negre.
Arran de la investigació, es descobrí una partida de diners invertida per l'expresident del Govern Balear, Gabriel Cañellas, que donaria lloc a un altre cas judicial, el Cas Túnel de Sóller. Les investigacions també relacionaren aquest cas amb el cas Bon Sosec.
Berga i Tous foren condemnats a la pena de sis anys i nou mesos i sis anys i sis mesos de presó, de manera respectiva, pel delicte d'apropiació indeguda continuada.
En el seu moment, l'Audiència considerà provat que els dos processats eren consellers delegats de l'empresa Brokerval i que entre 1992 i 1994 dugueren a terme múltiples desinversions dels fons que els seus clients els havien confiat per a unes inversions determinades, sense que aquests ho sabessin. Així, «desviaren les inversions, acordades amb els amos dels doblers, per destinar-les a usos no autoritzats pels seus propietaris legítims, particularment en companyies o en societats pròximes als interessos dels dos condemnats com a autors, inversions que no eren ni solvents ni rendibles.
L'Audiència de Palma tornarà a jutjar-los, al costat de Fernando Mulet, per un possible delicte d'insolvència punible en el cas Inverbroker. En aquesta causa, el judici s'havia fixat per al 7 de març, però s'ajornà perquè dos advocats -Gabriel Garcías i Fernando Mateas- no hi podien assistir.
Se celebrà el judici al Jutjat d'Instrucció número 1 de Palma.

## Persones implicades
- Francesc Berga Picó: Director de l'empresa Brokerval
- Francesc Tous Aguiló: Conseller delegat de l'empresa Brokerval
- Guillermo Coll: President del Consell d'Administració de l'empresa Brokerval
- Fernando Mulet: Conseller i Director d'inversions de l'empresa Brokerval
- Miquel Seguí Crespi: Cap de comptabilitat de l'empresa Brokerval
- Jaime Lerin: Director del departament comercial de l'empresa Brokerval
- Luis Miguel Alonso Moreno Koldo: Agent comercial de l'empresa Brokerval
- Gabriel Cañellas: President de les Illes Balears

## Sentència
Dos responsables d'aquesta societat, Francesc Berga i Francesc Tous, foren condemnats.

### Condemnats
- Francesc Berga Picó: 6 anys i 9 mesos.
- Francesc Tous Aguiló: 6 anys i 6 mesos.
- Fernando Mulet: 8 mesos. Havia de respondre del deute de Brokerval.
- Guillermo Coll: 6 mesos. Per conèixer les irregularitats i no fer res per impedir-ho.
- Miquel Seguí Crespi: 6 mesos. Per dur una doble comptabilitat a l'empresa.
- Luis Miguel Alonso Moreno Koldo: 6 mesos. No denuncià les irregularitats.
- Jaime Lerin: 6 mesos. Justificava de cara als clients operacions fictícies.